# Јардвил (Њу Џерзи)
Јардвил (енгл. Yardville) насељено је место без административног статуса у америчкој савезној држави Њу Џерзи.

## Демографија
По попису из 2010. године број становника је 7.186.
| Група             | 2000.    | 2010.         |
| Белци             | 0 (0,0%) | 6.459 (89,9%) |
| Афроамериканци    | 0 (0,0%) | 201 (2,8%)    |
| Азијати           | 0 (0,0%) | 168 (2,3%)    |
| Хиспаноамериканци | 0 (0,0%) | 310 (4,3%)    |
| Укупно            | 0        | 7.186         |